# Pardaliparus
Pardaliparus és un gènere d'ocells de la família dels pàrids (Paridae ).

## Taxonomia
Segons la Classificació del Congrés Ornitològic Internacional (versió 11.1, 2021) aquest gènere està format per tres espècies:

- Pardaliparus venustulus - mallerenga ventregroga.
- Pardaliparus elegans - mallerenga elegant.
- Pardaliparus amabilis - mallerenga de Palawan.